# Район Сакае
35°21′52″ пн. ш. 139°33′15″ сх. д. / 35.36444° пн. ш. 139.55417° сх. д.
Райо́н Сакае́ (яп. 栄区, さかえく, МФА: [saka.e ku̥], «Сакаеський район») — район міста Йокогама префектури Канаґава в Японії. Станом на 1 квітня 2009 площа району становила 18,50 км². Станом на 1 липня 2011 населення району становило 124 969 осіб.